# 이몽서
이몽서는
1922년 황해도 재령군에서 동양척식주식회사를 상대로 첫 번째 소잭쟁의를 일으킨 농민대표이다.

## 생애
1922년 재해에 따른 흉작이 계속되자 계속적인 연좌시위를 벌였는데, 이에 동척은 소작권을 빼앗아 일본인에게 주려는 계획을 세웠다. 이에 농민들은 생존위협을 느껴 소작료 감면과 소작권 보장을 요구, 더욱 격렬한 투쟁에 들어가 동척과 일시적인 타협을 이뤄냈다.
그러나 연체된 소작료 미납 문제로 다시 문제가 불거져, 동척은 일본인과 어용 소작인들을 동원, 농민들에게 엽총을 쏘며 강제로 억눌렀다.
이 해 소작쟁의를 이끈 이몽서의 말에 따르면 다음과 같다.
지금 동척농장이 된 북률땅은 원래 왕실의 땅으로 우리 조상들이 대대로 농사를 지어왔다. 그러나 나라를 잃게 되자 왕실 땅을 총독부가 빼앗아 동척에 넘겨주면서 이 땅도 동척 땅이 되어 버렸다. 우리 농민들은 엄청난 손해를 보게 됐다. 이전에는 소작료가 수확량의 3분의 1이던 것이 2분의 1로 크게 높아졌다. 이것저것 합해서는 실제로 7~8할까지 거둬갔다. 또한 동척 땅이 되면서 소작 기간을 3년으로 못박아 자기들 말을 안 들으면 마음대로 소작권을 빼앗아 버렸다.

이몽서가 이끈 북률농장 소작쟁의 이후 전국에서 소작쟁의가 빈번히 일어나게 되었고, 조선총독부는 일본의 치안유지법을 한국에서도 시행, 소작쟁의를 원천봉쇄하는 방안을 모색하게 된다.